# 萨达尔·易卜拉欣汗
萨达尔·穆罕默德·易卜拉欣汗 （1915年4月10日—2003年7月30日），是一名巴基斯坦政治家，他先後4次出任自由克什米爾自治邦總統(第1、7、13、23任) 他是該自治邦前總統馬蘇德·汗的堂叔。